# Nimet Baş

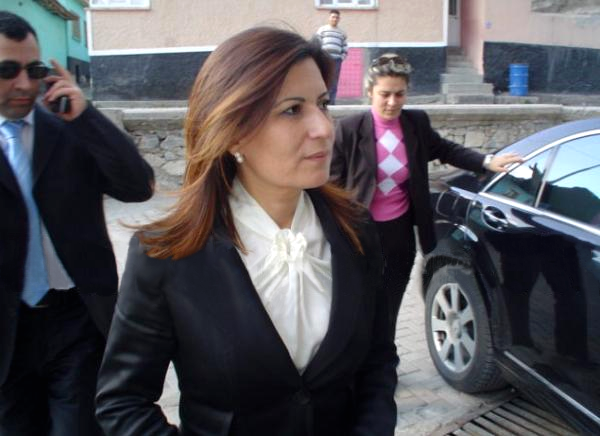
Nimet Çubukçu

Nimet Baş (Karaman, 2 maart 1965) is een Turkse advocate en politica. Sinds 1 mei 2009 is zij de Minister van Onderwijs.
Nimet Baş is afgestudeerd aan de faculteit rechtsgeleerdheid van de Universiteit van Istanboel, en werkte als freelance advocaat. Ze is een van de stichtende leden van de Gerechtigheids- en Ontwikkelingspartij (AKP). Çubukçu werd lid van de 22e legislatuurperiode (14 oktober 2002 - 22 juli 2007) van de Grote Nationale Assemblee van Turkije. In de 59e kabinet (Kabinet-Erdoğan I) was ze de minister van Staat. Sinds 29 augustus 2007 is Baş lid van het tweede kabinet Erdoğan, waar ze Minister van Staat is.
Nimet Baş beheerde als Minister van Staat onder andere:
- het directoraat-generaal van het Instituut voor Sociale Diensten en Kinderbescherming (SHÇEK)
- het directoraat-generaal voor Studies over Gezin en Sociale Zaken
- het directoraat-generaal voor de Status van Vrouwen
- het directoraat van de hulporganisatie Darülaceze

Ze spreekt ook Duits, is getrouwd en is moeder van een kind.